# Meopta Bratislava
MEOPTA Bratislava, a.s. (do roku 1990 ZVS – Meopta Bratislava, koncernový podnik, 1990–1996 MEOPTA Bratislava, štátny podnik) je slovenský podnik, který je od roku 1998 v konkurzu. Byl to jeden z nejstarších opticko-mechanických podniků v bývalém Československu.

## Historie

### Období od založení závodu do první světové války
Opticko-mechanický závod v Bratislavě vznikl jako pobočka firmy C. P. Goerz. Koncem roku 1866 založil Carl Paul Goerz zasilatelskou firmu matematických pomůcek. Dodával hlavně rýsovací potřeby, úhloměry, příložníky a logaritmická pravítka do škol. Později svůj program rozšířil o fotografické přístroje. Tento vzestup ho donutil k vlastní výrobě fotografických přístrojů. Nejprve zřídil mechanickou dílnu a postupně i optickou, v níž vyráběl objektivy. Později zaměřil výrobu i na vojenské optické přístroje. Mezi první fotoaparáty patřila komora Velox, další byla Reportér. Fotoaparáty opatřil štěrbinovou závěrkou a tak vznikla komora Anschutz. Požadavek na zmenšování fotoaparátů řešil vývojem sklopných přístrojů a nových závěrek. V roce 1899 začal vyrábět přístroj Goerz-Photo-Stereo-Binocle, který byl divadelním kukátkem, dalekohledem a fotografickým přístrojem zároveň. U zrcadlové reflexní komory Reflex-Ango se zaostřoval fotografovaný předmět na matnici. Pro amatéry byl určen malý fotografický přístroj Tenax, který snímal obrázky formátu 4.5 × 6 cm. Mezi nejdokonalejší komory patřila Manufox-Tenax. Aby firma zabezpečila kvalitu svých fotografických přístrojů, začala s vývojem a výrobou objektivů. Pro tuto činnost získala firma teoretika – výpočtáře a optika. První vyrobený objektiv byl univerzální aplanát s ohniskovou vzdáleností 18 cm. V závodě vyřešili a vyrobili nové výkonné stroje na zpracování optiky. Ve firemních katalozích je propagovali pod názvem Lynkeiskop a v roce 1892 začali propagovat také nový širokoúhlý reprodukční objektiv. Do výpočtářského oddělení přijali vědeckého pracovníka, který navrhl řadu dalších kvalitních objektivů. I firma Kodak používala ve svých fotografických přístrojích objektivy firmy Goerz. Objektivy dostaly ochranné známky Dagor, Alethar, Pantar a pod. V průběhu 25 let se vyrobilo cca 300 000 objektivů.
Z vojenských přístrojů se začal jako první vyrábět v roce 1891 Galileův dalekohled C 91 pro pruskou armádu. Porrovým vynálezem – pomocí hranolů převracení obrazu – nastal ve vývoji dalekohledů obrat. V roce 1897 přišel Goerz na trh s dalekohledem Binoclom, který vytvořil předpoklady pro výrobu dalekohledů na dlouhé roky.
V roce 1902 přišel na trh lovecký dalekohled, který byl schopen šestinásobného zvětšení obrazu, a divadelní kukátko.
Pro potřeby dělostřelectva navrhla firma panoramatický dalekohled, který znamenal rozmach ve výrobě vojenských přístrojů. Pro velkou poptávku po vojenských přístrojích bylo zřízeno vojenské konstrukčně vývojové oddělení.
Firma vyráběla i puškové dalekohledy (např. Certare). V roce 1904 vyrobila firma první panoramatický periskop pro ponorky. Pro armádu se vyráběly také velké pozorovací přístroje ze zvětšením 40–54 x, periskopy, buzolové směrníky, koincidenční dálkoměry a nůžkový dalekohled. Firma Goerz vyráběla i některé speciální přístroje např. pro meteorologii.
Firma měla hlavní závod ve Fridenau a Wintersteinu a kromě nich pobočky a obchodní zastoupení v zahraničí. Například v roce 1905 vznikl závod v Petrohradě a Vídni, v Bratislavě v roce 1907.
Rakousko-uherský závod C. P. Goerz, Viadenská spoločnosť s r.o. obdržel živnostenský list na zřízení bratislavské filiálky 5. října 1907. Předmětem činnosti byla výroba, montáž, oprava a prodej optických a mechanických přístrojů.
Výrobní program bratislavského závodu tvořily zejména potřeby rakousko-uherské armády. Byly to panoramatické dalekohledy, různé typy dvojitých dalekohledů, buzolové směrníky, dálkoměry ze základnou do 2 m a pod. Podrobnosti o výrobním programu se však nezachovaly.
Na začátku se přístroje vyráběly v adaptovaných prostorách bývalého parního mlýna a maštalí na Karpatské ulici č. 7. V bývalé stáji se nacházela montáž a nad tou se přistavělo patro, kde byla optická a justážní dílna. Mechanická dílna se vybudovala později, na počátku první světové války. Podle ústního podání v roce 1909 pracovalo v závodě 73 zaměstnanců, v roce 1913 už 91 zaměstnanců a v roce 1914 celkem 120 zaměstnanců.

### Období mezi 1. a 2. světovou válkou
Výrobní program mezi dvěma válkami tvořily výhradně přístroje vojenského charakteru. Byly to dalekohledy, panoramatické dalekohledy, dálkoměry se základnou do 2 m, buzolové směrníky. V letech 1941 až 1944 se vyráběly v závodě dalekohledy 6x30, dálkoměry vz. 35 o základně 70 cm, stereodálkoměry o základně do 2 m, dělové zaměřovače vz. 15, pomocné zaměřovací dalekohledy, minový zaměřovač vz. 36, libelové kvadranty a buzoly. Počet zaměstnanců klesl po první světové válce na 20. Obnovením koncernu C. P. Goerz začala zaměstnanost vzrůstat. V roce 1925 měl závod 38 pracovníků, v roce 1938 to bylo již 210 dělníků a 6 úředníků. Závod byl plně závislý na vídeňském podniku, kde byl soustředěn vývoj, technické oddělení a hlavní finanční účtárna. Nejvyššího stavu dosáhl závod v letech 1943 a 1944, a to 430 zaměstnanců.

### Období po 2. světové válce až do roku 1958
Po druhé světové válce procházel závod různými organizačními změnami:
- od roku 1945 až 1946 byl pod národní správou a majetkově patřil Fondu národní obnovy,
- od roku 1947 byl ve správě Kovorobných a strojírenských závodů na Slovensku,
- od roku 1948 byl ve správě Považských strojíren n.p. Považská Bystrica,
- od roku 1949 přešel do Přesné mechaniky n.p. Stará Turá,
- od 1. 6. 1952 jako samostatný podnik Meopta patřil pod Ministerstvo všeobecného strojírenství.

I po 2. světové válce se závod nacházel v Karpatské ulici. Koncem roku 1947 se rozšířil o provoz v Malinovské ulici (Šancová). V roce 1948 s výrobou tlakoměrů otevřel na krátký čas i provozovnu v ulici Únorového vítězství (Račianska) a pro výrobu budíků malou provozovnu v Jelení ulici. Získal i vývojovou konstrukci a dílnu v Praze. Závod si vybudoval fotochemické laboratoře v podniku Techna v Novém Meste nad Váhom. V roce 1951 se nastěhovalo výpočtové oddělení spolu s optickou laboratoří do zapůjčených prostor Slovenské vysoké školy technické v Bratislavě (dnes je to Slovenská technická univerzita). Již v roce 1947 se uvažovalo o výstavbě nového závodu. Ten se také začal stavět v Krupine v roce 1953. O rok později se výstavba zastavila. Konečně v roce 1955 se začalo s výstavbou nového závodu v Bratislavě – Krasňanech. Pod vlivem různých organizací, kterým závod postupně patřil, vyvíjel se i výrobní program. V roce 1953 vyráběl závod tyto hlavní produkty: korekční filtry pro barevnou fotografii v Novém Městě nad Váhom, kusová výroba elektroforetických přístrojů fotoelasticimetrů v Praze, asférická zrcadla a převíječky v Bratislavě. V následujícím roce se rozšířil program o reprodukční přístroj REF, kameru pro osciloskop a polarizační brýle. V roce 1955 byl zaveden do výroby epidiaskop Optirex a kufříkový čtecí přístroj Reproskop. V roce 1956 se začaly zavádět do výroby lovecké dalekohledy Malov a Lesar. V roce 1957 se začal vyrábět tricinoskop a polariskop. Z uvedeného stručného přehledu hlavních výrobků vyplývá, že závod neměl ustálený výrobní program. Proto vedení závodu soustředilo své úsilí na získání vhodného programu a hlavně na vybudování vlastní vývojové konstrukce přímo v Bratislavě.

### Období let 1958–1967
Rok 1958 byl významným mezníkem v historii závodu. Začátkem roku byl totiž začleněn jako pobočný závod pod Meoptu Přerov a v květnu se přestěhoval do nových objektů v Bratislavě – Krasňanech. Zároveň začal zavádět do výroby nově vyvinuté přístroje, zejména statické promítací přístroje, které se měly stát v rámci Meopty hlavním programem. Prvním byl diaprojektor Medior. Dál se v roce 1958 vyráběl epidiaskop Optirex, lovecké dalekohledy Malov a Lesar, fotoelasticimeter, trichinoskop, polarizační fólie a korekční filtry. V roce 1959 rozšířil podnik svůj program o diaprojektory Medior a Mikromar, diarámečky Adiaco 5x5, kyvety a měniče pro fotoelasticimetry. V roce 1961 byl zaveden do výroby automatický diaprojektor Adior, divadelní diaprojektor DD 5000, lovecký dalekohled Orlov 4x a nová elektroforéza – kapalinový refraktograf. V roce 1964 obohatil podnik svůj program jednak o učební pomůcky: žákovské soupravy pro optiku a siloměry, jednak o diaprojektory Predior a Medior 2, divadelní diaprojektor DD 2000 a asférická zrcadla pro projektory. V roce 1966 zahájil výrobu optické demonstrační soupravy a projektoru pro 8mm film Meocord 8. Výroba tohoto na svou dobu velmi pokrokového amatérského filmového projektoru však brzy skončila, protože přišel nový formát filmu super 8, který stávající 8mm film rychle vytlačil. Zároveň padlo i rozhodnutí, že se na 8mm projektory bude nadále specializovat Meopta Hynčice a Meopta Bratislava zůstane jen u statických projekčních přístrojů, které rozšíří o dosud nevyráběné zpětné projektory. V roce 1967 se zavedly do výroby episkopy Epirex a diaprojektory Medi a Medirex.

### Období let 1968–1989
V roce 1968 se závod vyčlenil z n. p. Meopta Prerov a stal se samostatným podnikem patřícím do VHJ ZVS Brno. Po tomto období podnik začal stabilizovat svůj výrobní program. Počet zaměstnanců přesáhl jeden tisíc. Byly budovány konstrukční a vývojové kanceláře. Od 1. září 1970 byla zřízena i nová výrobní provozovna v obci Vojnice, okres Komárno. Nastoupil nový výrobní obor – reprografie. V roce 1972 přišel na trh první výrobek z tohoto oboru – elektrostatický kopírovací přístroj Costar. Byl vybaven mechanickým variátorem, který umožnil plynulé zmenšování předlohy a byl patentově chráněn. Pracoval na principu přímé elektrografie za použití papíru s vrstvou ZnO. V roce 1976 byl uveden na trh další kopírovací přístroj Meostat, který pracoval také na principu přímé elektrografie s kopírovacím papírem s vrstvou ZnO. Dalším typem reprografického přístroje byl Costar 3, který kopíroval předlohy 1:1 do formátu A3. 
Velkým zlomem byl reprografický stroj, kde byl barvivem klasický toner. Jednalo se o hojně vyráběný model Costar 4 – oranžový. Jako stírací ústrojí fotoválce se používala role stíracího papíru. Selenový fotoválec a startér vydržel asi 10 000 kopií. 
Dalším strojem byl šedý nástupce a to Costar 5, tentokráte řízený mikropočítačem. Přibyl také reproduktor a displej s poruchovými hlášeními. Fixační jednotka byla jako u moderních kopírek již z teflonových válců (u Costar 4 to byla pec s infražárovkami, což kroutilo a vlnilo papíry). Kvalita kopií byla o něco lepší než u Costar 4, ale přesto se výrazně lišil stroj od stroje. Někde byla výborná sytost černé a kopie srovnatelné s dnešními stroji, jinde se jednalo o vybledlé a neostré kopie i po výměně opotřebitelného materiálu. 
Nejnovější stroj, který byl pouze prototypem, byl Costar 6. Ten už měl i zoom a neměl vozík. 
Z oboru projekční techniky se dál vyráběly episkopy Epirex a zpětné projektory Meotar, kde stolní typ doplnil ještě kufříkový přenosný Meotar Portable. Na krátký čas byla oživena i výroba diaprojektorů, když se o „comeback“ pokusil inovovaný Medirex ve verzích H 5x5 a 7x7, nově osazený nízkovoltovou halogenovou projekční žárovkou 24 V/250 W a axiálním ventilátorem.

### Vývoj po roce 1990
Společenské změny spolu se změnami v technické oblasti, které vedly k odklonu od dosavadní reprografické a prezentační techniky, způsobily, že podnik přišel v poměrně krátké době o většinu svého dosavadního výrobního programu i většinu stávajících odbytišť, takže v roce 1998 skončil v konkurzu.